# Pacific nr 2179
Nr 2179 – parowóz wąskotorowy o układzie osi 2'C1 (Pacific), zbudowany w belgijskiej firmie Ateliers Métallurgiques w Tubize, eksploatowany w Polsce po II wojnie światowej, obecnie zachowany w Muzeum Kolei Wąskotorowej w Wenecji koło Żnina.

## Historia
Parowóz z numerem kotła 2179 należał do serii 6 lokomotyw zbudowanych przez Ateliers Métallurgiques (Zakłady Metalurgiczne) specjalnie dla potrzeb kolei wystawowej na Wystawie Kolonialnej w Brukseli (długości 6 km). Były one stylizowane na miniatury normalnotorowych parowozów pospiesznych, stąd wykonano je w bardzo nietypowym dla parowozów wąskotorowych układzie osi 2'C1 (tzw. układ Pacific według nomenklatury amerykańskiej). Miały ponadto inne nietypowe dla lokomotyw wąskotorowych cechy: duże odchylacze dymu po bokach dymnicy, niski komin, zbieralnik pary we wspólnej niskiej obudowie z piasecznicą oraz miniaturową krótką budkę, nie mieszcząca obsługi. Budowę parowozów rozpoczęły zakłady w Nivelles, natomiast kotły zostały wyprodukowane przez zakłady w Tubize, które dokończyły budowę lokomotyw.
Po zakończeniu wystawy, tabor kolejowy został zakupiony przez firmę spod Antwerpii, która wypożyczyła go dla potrzeb kolejnej wystawy kolonialnej w Liège w 1939 roku. Po zajęciu Belgii przez Niemcy podczas II wojny światowej, lokomotywy zostały przejęte przez Niemców i używane na niemieckich kolejach polowych i budowlanych.

## Służba w Polsce
Lokomotywa o numerze kotła 2179, nosząca w taborze kolei wystawowej numer 3 i imię własne „Charles”, znalazła się pod koniec wojny na Pomorzu Zachodnim. W lecie 1945 roku została odnaleziona i przejęta przez polskie władze w Szczecinie. Była tam używana przy odgruzowywaniu miasta, a następnie przy budowie stacji Szczecin Port Centralny. Parowóz został następnie sprzedany cukrowni „Ostrowy” koło Kutna, gdzie otrzymał numer inwentarzowy 1 i był używany na kolei buraczanej. Po przebudowie kolei cukrowni na początku lat 50. na szerokość toru 750 mm, parowóz został, po naprawie głównej w 1952 roku w Warsztatach Kolejowych w Łapach, przekazany cukrowni „Chełmica” koło Włocławka. Parowóz, wyróżniający się wyglądem, nazywany był tam potocznie „Belgijką”.
W 1958 roku parowóz został poddany naprawie głównej, połączonej z rekonstrukcją, w ZNTK w Nowym Sączu. Z widocznych zmian, zastosowano znacznie większą budkę, chroniąca obsługę, modyfikując też przód tendra. Dla lepszego ciągu na postoju, podwyższono komin. Powiększono również piasecznicę, dla uzyskania większej pojemności. Zmiany te popsuły nieco proporcjonalną sylwetkę lokomotywy, lecz poprawiły własności eksploatacyjne. Kolejna naprawa główna w ZNTK w Nowym Sączu miała miejsce w 1965 roku. W 1969 roku cukrownia „Chełmica” zlikwidowała kolej, po czym parowóz stał na stacji Lipno do 1972 roku. Został następnie przejęty przez Muzeum Kolejnictwa w Warszawie, po czym, z uwagi na brak ekspozycji wąskotorowej, znalazł się ostatecznie w Muzeum Kolei Wąskotorowej w Wenecji.